# Szachta (obwód nowosybirski)
Szachta (ros. Шахта) – osiedle w Rosji, w obwodzie nowosybirskim, w rejonie toguczyńskim. W 2010 liczyło 1750 mieszkańców.